# Plexus lombo-sacré
Le plexus lombo-sacré est le réseau nerveux formé dans la région abdomino-pelvienne par les divisions antérieures des nerfs lombaires, des nerfs sacrés et du nerf coccygien et d'une contribution du douzième nerf thoracique par l'intermédiaire du nerf subcostal.
À des fins descriptives, ce plexus est généralement divisé en trois parties :
- le plexus lombal,
- le plexus sacral,
- le plexus coccygien.

Dans la littérature française, on trouve également le plexus honteux, non reconnu par les nomenclatures internationales (FMA, TA98, TA2).